# Abraham Ángel

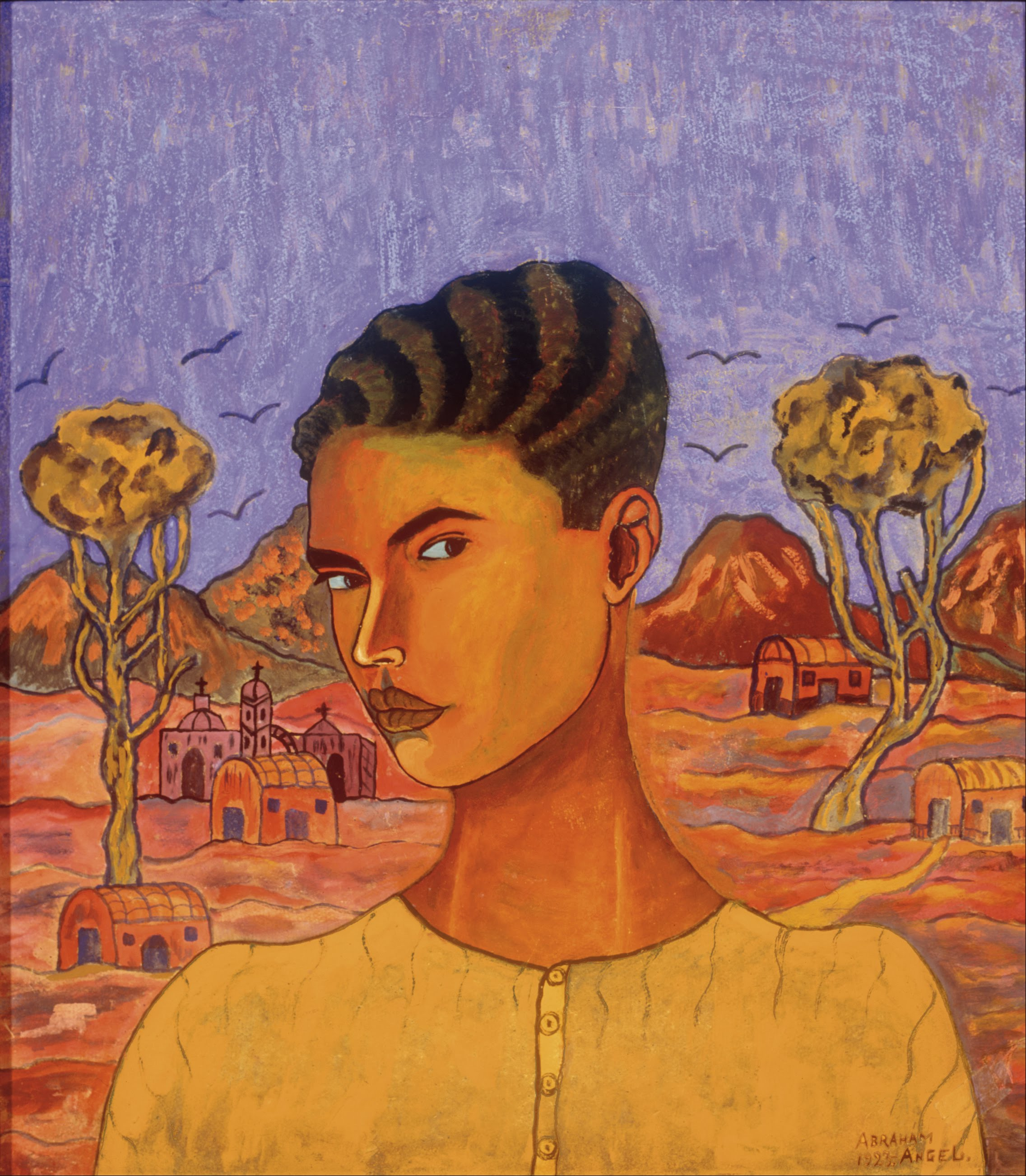
Selbstporträt (1923), 810 × 725 mm (31.9 × 28.5 in), Museo Nacional de Arte.

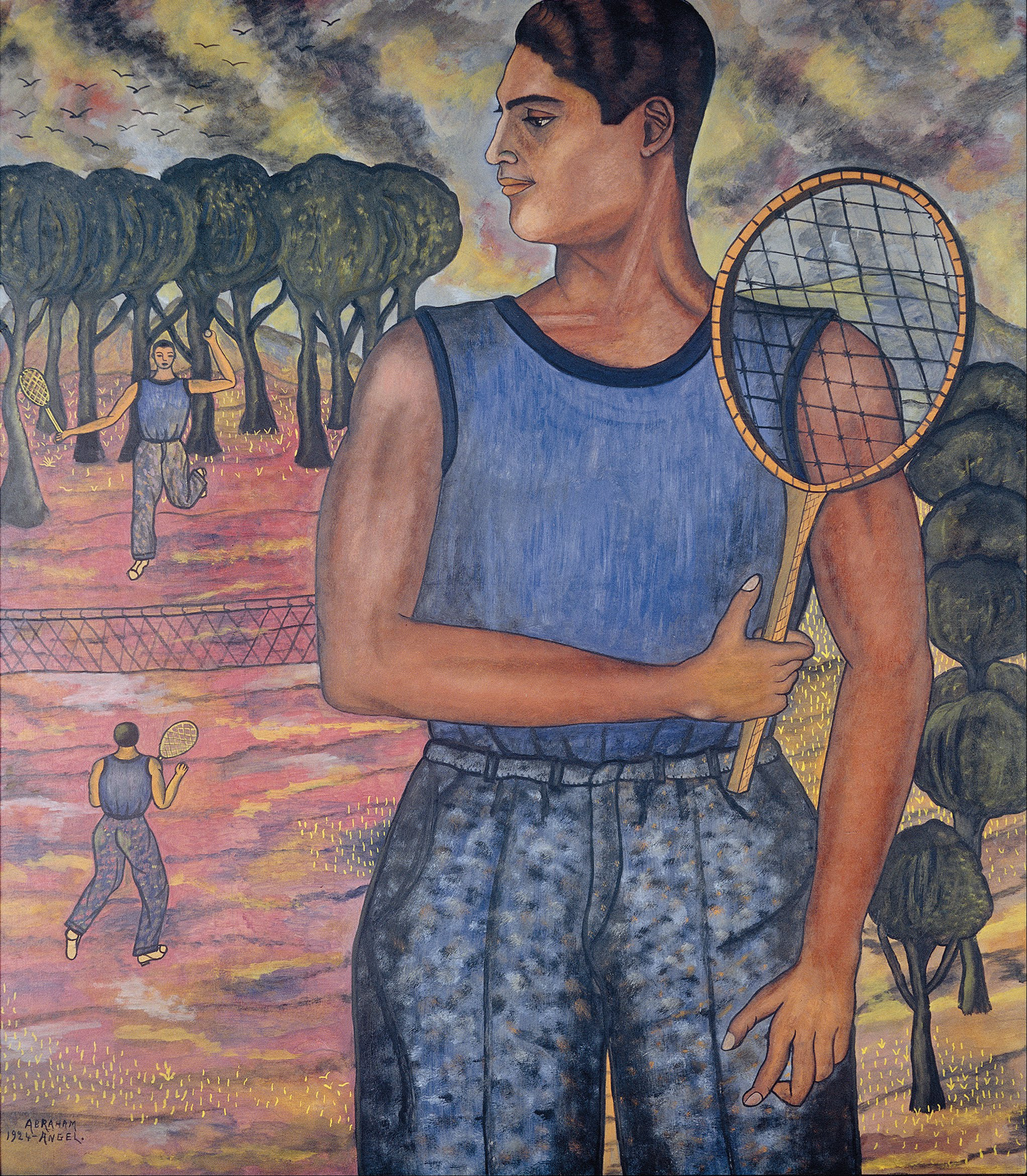
Porträt von Hugo Tilghman [Die Tennis Spieler] (1924), 1,360 × 1,200 mm (53.5 × 47.2 in), Museo Nacional de Arte.

Abraham Ángel Card Valdés (* 7. März 1905 in El Oro, Bundesstaat México; † 27. Oktober 1924 in Mexiko-Stadt) war ein mexikanischer Maler.

## Leben
Card war Sohn eines Schotten. Nachdem der Vater die Familie verlassen hatte, ging die Mutter mit den Kindern nach Puebla. Er nannte sich grundsätzlich nur bei den Vornamen, da sein Vater ihm verboten hatte, den Namen Card zu verwenden. In Puebla verbrachte er seine Kindheit, bevor er im Alter von elf Jahren mit einem älteren Bruder nach Mexiko-Stadt ging. Hier absolvierte er später seine künstlerische Ausbildung an der Escuela Nacional de Bellas Artes, lernte 1921 Manuel Rodríguez Lozano kennen und gab Schülern Zeichenunterricht nach Adolfo Best Maugards Methode. Er selbst malte vor allem Porträts, Dorfszenen und Landschaften mit „unnatürlicher“ Farbgebung; seine Bilder waren überwiegend von naivem künstlerischen Stil. Er fühlte sich gedemütigt und war deprimiert, als er an einer Überdosis Morphin starb.